# Dietrich Mühlberg
Dietrich Peter Otto Mühlberg (* 29. Februar 1936 in Berlin) ist ein deutscher Kulturwissenschaftler, Mitbegründer des Fachs Kulturwissenschaften in der DDR und emeritierter Professor der Humboldt-Universität Berlin.

## Akademische Karriere
Dietrich Mühlberg hat Philosophie, Germanistik und Kunstgeschichte studiert. Seit 1962 wirkte er aktiv am Aufbau des Studiengangs Kulturwissenschaft mit. Seit 1974 bis zur Erneuerung der Universität nach der Deutschen Wiedervereinigung hatte er eine Professur für Kulturgeschichte an der Humboldt-Universität zu Berlin inne. Er forschte und lehrte zur Kulturtheorie und vor allem zur Kulturgeschichte des Alltags, der „kleinen Leute“ und ihrer sozialen Bewegungen. Nach 1990 widmete er sich verstärkt Forschungen zur jüngsten deutschen Kulturgeschichte. Unter anderem befasste er sich ausführlich mit den feinen Unterschieden, an denen man die Sozialisation eines Menschen in der DDR oder der ehemaligen BRD ausmachen könne.
Seit 1998 ist er u. a. am Zentrum für Zeithistorische Forschung in Potsdam tätig.

## Publikationen
- (Mit Isolde Dietrich): Historischer Materialismus und Kulturbegriff. Berlin 1977.
- Arbeiterleben um 1900. Autorenkollektiv unter d. Leitung von Dietrich Mühlberg.  Berlin: Dietz 1983.
- Woher wir wissen, was Kultur ist. Gedanken zur geschichtlichen Ausbildung der aktuellen Kulturauffassung. Berlin:  Deutscher Verlag der Wissenschaften 1983.
- Literatur und proletarische Kultur. Beitrag zur Kulturgeschichte der deutschen. Arbeiterklasse im 19. Jh. Von einem Autorenkollektiv unter Leitung von Dietrich Mühlberg u. Rainer Rosenberg. Berlin: Akademie-Verlag 1983.
- Proletariat. Kultur und Lebensweise im 19. Jahrhundert, 1986.